# マーク A ホイペット中戦車
マーク A ホイペット中戦車（マーク A ホイペットちゅうせんしゃ、英：Medium Mark A Whippet）は、第一次世界大戦時のイギリス陸軍の戦車である。本車は敵の前線の破綻した箇所を突破する際に、マーク I 戦車よりも相対的に優位な機動性と速度を用いてイギリス軍重戦車を補うよう意図されていた。ホイペットはおそらく第一次世界大戦で最も成功したイギリスの戦車であり、戦時中の他のどのイギリスの戦車よりもドイツ側犠牲者を出した。
ホイペットは後に、イギリス軍の起こした戦後の行動のいくつか、特にアイルランドと北ロシアでの作戦に参加した 。
なお、ホイペット（ウィペット）とは猟犬の一種である。

## 概要
この装甲戦闘車輛は、高速での移動攻撃を意図して作られている。装軌部分の設計が、マーク Iからマーク V型のイギリス軍戦車より「現代的に」見えるが、それは最初の試作戦車であるリトル・ウィリーから直接もたらされた形式であり、走行装置には緩衝装置（サスペンション）が無かった。
搭乗員区画は車両後部の固定された四角い小塔（戦闘室）である。現在の二階建てバスで使われるタイプの2基のエンジンは車両前部に配置されていた。エンジンは各々1条の履帯を駆動させた。

### 操行
直線を走行する際は、エンジンを二基ともロックした。旋回するためには、操縦ハンドルで片側の履帯へブレーキを掛けてからもう片側の履帯へ連結されたエンジンのスロットルを開けた。理論的には単純な操作だが実際には、これらの操作を行いながらエンジンの回転数やクラッチを制御する事は不可能に近かった。結果、この車両は予測できない経路をとり暴走することが多かった。
戦車兵たちは戦車を破損させた教訓から、旋回の際には車両を一旦停止させてから片側の履帯へブレーキを掛けた。急なスロットルやブレーキ操作によって多くの車両で走行装置の破損事故が起きた。操縦ハンドルを急操作した場合に、エンストが起こる事態も頻発した。

### 他の特徴
燃料タンクは車体の前面に位置した。走行装置の側面は、転輪に詰まる泥を排除するため、上部履帯から泥を掻き落とさせ、戦車から滑り落とさせる斜めの大きな「泥落とし」（マッドシューター）を特徴とした。

### 兵装
兵装にはオチキス .303（7.7mm）空冷式軽機関銃3挺（前期型）～4挺（後期型）を固定砲塔に装備し、それぞれの銃は各自の射界を担当した。搭乗員は車長・操縦手・機関銃手の3名であり、しばしば車長が攻撃を手伝ったものの、機関銃手は頻繁な配置移動を余儀なくされた。しばしば限定された空間に第二の機関銃手が配置され、余積を空けるために機関銃が取り外された。機関銃は装着箇所から他の装着箇所へと付け替えることができ、全ての側の射界を補うことができた。乗降用扉は戦闘室の後面にあった。

## 生産の経緯
最初のホイペットは1917年に生産された。1916年10月3日、ウィリアム・トリットン（マーク Iを開発した功績によりナイトの爵位に叙されるところだった）は戦車供給部に対し、より高速、より安い戦車が、従来の重たく遅い戦車が作る突破口を切り開くために造られなければならないと提唱した。これは11月10日に受け入れられ、11月25日に陸軍省の承認を得た。その時点での計画名称はトリットン追撃車だった。
トリットン追撃車は12月21日に組み立てが開始された。最初の試作車両はオースチン装甲車（1914年開発）から取ってきた旋回砲塔（リトル・ウィリーの原型であるトリットン・マシンの模擬砲塔はまだ回転式ではなく、イギリス車輌としては最初の旋回砲塔として設計された）を装備し、1917年2月3日に完成、3月3日にオールドバリーにおいて有名な「戦車試験日」に参加した。その翌日、戦車製造と関連する事項を調整するために開かれたフランスとの会談で、イギリス軍最高司令官ダグラス・ヘイグは、200輌のホイペットの製造を命じた。
最初の車両の納入は7月31日とされた。ダグラス・ヘイグは彼の権限を越えて行動していたが、彼の決定は認められた。最初の生産車両は10月に工場を出た。2号車は1917年12月14日に、ホイペットを装備する最初の部隊に届けられた（第6戦車連隊、後の第6大隊）。

### 派生型
フィリップ・ジョンソン少佐（フランスの中央戦車部隊工場の非公式の司令官）は、彼らに配備されたホイペットの走行装置に板ばねを取り付ける改修を行った。こののち、1918年に、彼はホイペットに緩衝機構のついた転輪と、ウォルター・ゴードン・ウィルソンのマーク V 戦車から転用した遊星式トランスミッション、および航空用の360馬力 V12 ロールス・ロイス・イーグルエンジンを取り付けた。これはおよそ48 km/h（30 mph）の路上最高速度を達成した。この計画はジョンソンを、後の高速なマーク D 中戦車を開発する際の、最高の有資格者とした。このマーク D 中戦車は外見が後ろ前逆のホイペットのように見える。
 - フィリップ・ジョンソンが製作した高速戦車「ホイペット-マークV ハイブリッド」
戦争後に若干のホイペットが戦車回収車として改造されたと考えられたが、これは本当ではなかった。マーク B 中戦車（ウィルソンによる完全に異なる設計）もまた「ホイペット」という名称を有した。戦後しばらく、軽量に作られた戦車ならばどれでもホイペット（フランスのFT-17さえ）と呼称された。それは一般的名称であった。
ドイツのLK I（軽戦闘車）はホイペットに似ていたが、より薄く装甲された小型車両だった。

## 戦歴
フランドルでの損失により、イギリス軍は無力化され、すべての行動が停滞しきっていたとき、ホイペットは第一次世界大戦に投入された。この車両は1918年3月に初めて作戦行動を行い、春期攻勢の間、ドイツの猛攻撃からしりごみしている歩兵師団の前進をカバーするために非常に役に立つと判明した。またホイペットは便宜的に余剰の「X中隊」として、通常の戦車大隊に割り当てられた。Cachyの近くで起きた事件は、7輌の戦車から構成されたホイペット中隊が、2つのドイツ歩兵連隊の全員を広野で捕捉、一掃したものである。この結果400名以上が倒された。同日、4月24日、1輌のホイペットが世界で二度目の戦車戦（ホイペットが敵戦車と交戦した唯一の戦闘）を戦い、ドイツのA7Vによって撃破された。
しかしイギリスの損失は、5個戦車大隊（軽）にそれぞれ36輌のホイペットを配備する計画が断念されたほど高かった。最終的に第3戦車旅団隷下の2個大隊（第3・第6TB）だけが各48輌のホイペットを装備した。1918年8月8日のアミアン攻撃（ドイツの最高の指揮官ルーデンドルフ将軍によって「ドイツ軍の暗黒の日」と解説された）には、マーク IVおよびV、さらにホイペットからなる戦車群が投入された。ホイペットは、全ての前部扇形戦区で大砲による損失を与えているドイツの後方陣地へと突破し、ドイツ軍に回復不能な破壊的な打撃を与えた。この戦いの間、ミュージカルボックスと名付けられた1輌のホイペットは戦線からはるか彼方へ前進し、ドイツ軍の後方で戦線を分断した。9時間この車両は自由に行動し、砲兵中隊、観測気球、歩兵大隊の幕営地とドイツ第225大隊の段列を撃破した。相当数の犠牲者が生じた。

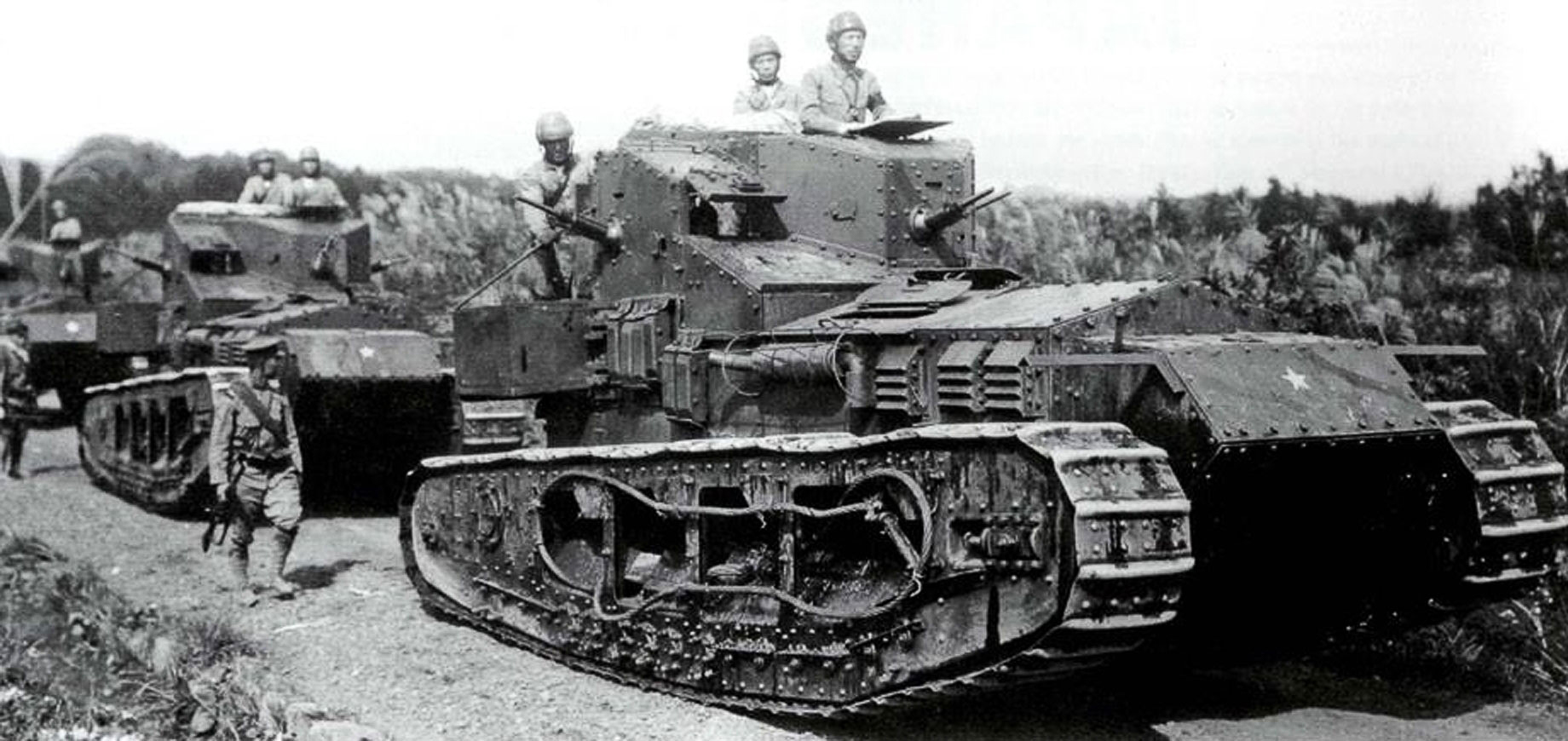
250px大日本帝国陸軍で運用されるホイペット

戦争終結後、ホイペットはアイルランドに送られ、そこでアイルランド独立戦争におけるイギリス軍の戦力の一部を担った。17輌はソビエト連邦に抵抗する白ロシア軍を支援するため、遠征軍として送られた。そのうち12輌がソ連赤軍に捕獲され、1930年代まで使用された。1輌にはフランス製のピュトー37mm砲が装備された。ソビエトではエンジン名を「タイラー」ではなく「テイラー」であると誤ってみなした。この間違いは多くの文献でも行われている。

## 日本でのマーク A ホイペット中戦車
1919年（大正8年）から1920年（大正9年）にかけて、日本陸軍がルノー FT-17 軽戦車とともに、マーク A ホイペット中戦車を（3輌説あり）輸入して（日本が輸入したのは後期の7.7mm機銃×4の武装強化型で、後の1925年（大正14年）7月に6.5mm改造三年式機関銃に換装された）、戦車の研究を開始し（この間の1923年（大正12年）にマーク A ホイペット中戦車を3輌輸入という説もあり、これは追加購入の可能性あり）、日本初の戦車隊として、1925年（大正14年）5月1日に、福岡久留米に「第1戦車隊」が、千葉の陸軍歩兵学校に「歩兵学校戦車隊」が、同時に創設された。なお、当時の日本陸軍の分類基準では、本車は10tより上なので、「重戦車」扱いである。
1920年（大正9年）のシベリア出兵時に、2輌が派遣され、実戦配備されたとする説もあるが真偽は不明である。事実の場合、日本で初めての実戦投入された戦車となる。ただし形状の似ているオースチン装甲車（日本陸軍が1918年型を少数輸入し、シベリア出兵に派遣）と混同している可能性がある。
1938年（昭和13年）時点では廃兵器扱いとなっている。

## 残存車両
ホイペットは5輌が遺されている。
- A259 シーザー II, ボービントン戦車博物館に展示。この車両はセシル・ハロルド・シューウェルがビクトリア十字勲章を獲得した戦車である。
- A347 ファイアフライ, ブリュッセルの王立陸軍博物館に展示。この戦車（B歩兵中隊所属車両）は、いまだにオリジナルの塗装とマーキングを施されているほか、1918年8月17日に受けた弾丸の損傷個所を残している。
- A231 カナダのオンタリオに所在するボーデン基地軍事博物館所蔵の車両。
- アメリカ合衆国陸軍兵器博物館（調査番号は不明）。
- 南アフリカ、プレトリア陸軍大学校の所蔵車両。この車両は当時、労働争議に対処するため、南アフリカに送られた。

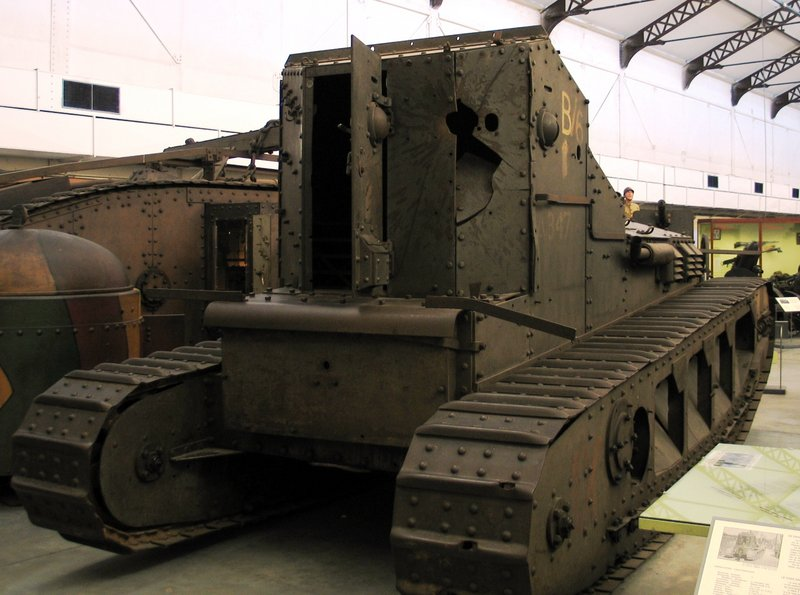
A347の後方。ブリュッセルの王立陸軍博物館(2005)
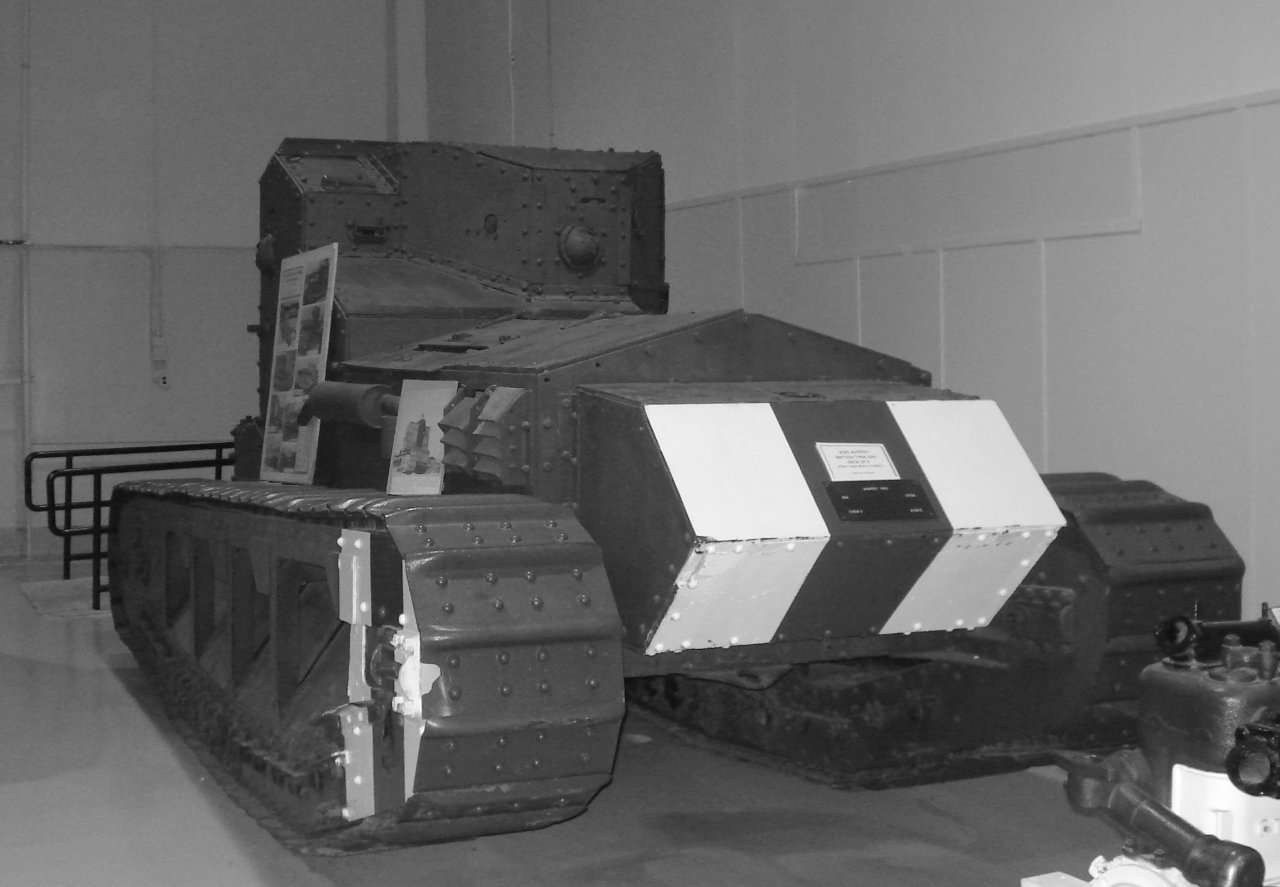
A231. カナダ、オンタリオのボーデン基地軍事博物館(2007)
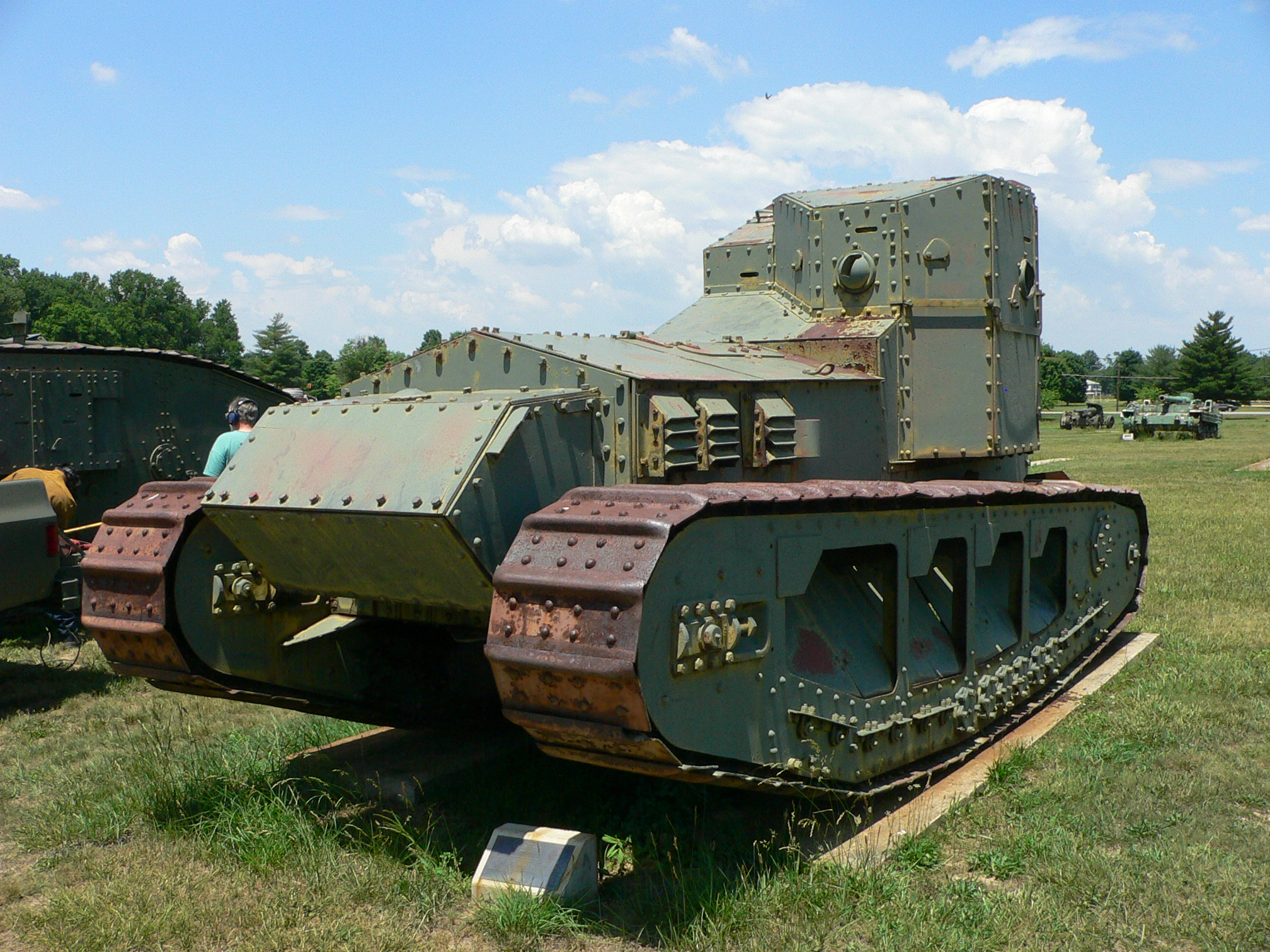
アメリカ合衆国陸軍兵器博物館(2007)